# Piper lhotzkyanum
Piper lhotzkyanum är en pepparväxtart som beskrevs av Carl Sigismund Kunth. Piper lhotzkyanum ingår i släktet Piper och familjen pepparväxter. Inga underarter finns listade i Catalogue of Life.